# Numération chinoise
La numération chinoise sert à écrire des nombres en chinois. Elle est constituée de caractères chinois et remonte donc à la naissance de l'écriture chinoise, au IIIe millénaire av. J.-C. C'est une numération qui se rapproche d'un système positionnel à base dix, où les principes de position et d'addition sont utilisés.
Bien que la numération indo-arabe soit devenue d'usage courant en Chine, cette numération est encore utilisée.

## Variantes.
Deux jeux de chiffres coexistent : un jeu d'usage courant dit en chinois de « petite écriture » (小写/小寫 ; xiǎoxiě) et un jeu de chiffres dits « financiers », ou de « grande écriture » (大写/大寫 ; dàxiě), utilisé dans le commerce et la finance.
En effet, la forme courante des nombres, trop simple, facilite les falsifications, comme l'ajout d'un trait à « 一 » ou « 二 », par exemple. Les chiffres financiers  ont un tracé beaucoup plus complexe afin d'éviter ce danger.
Les tableaux ci-dessous associent des caractères chinois à leur valeur. Lorsqu'un caractère possède une forme simplifiée et une forme traditionnelle distinctes, les deux sinogrammes sont cités et séparés d'un « / », avec le caractère simplifié à gauche et le caractère traditionnel à droite. Enfin, chaque caractère renvoie à sa définition dans le Wiktionnaire.
Les caractères chinois pour les puissances de 10 000 au-delà de 100 millions (亿 ; yì) sont très rarement utilisés : pour 1016, on préfère utiliser 亿亿 (yì  yì ) ou « cent millions de fois cent millions » plutôt que 京 (jīng) qui signifie « capitale » pour le chinois moyen. À noter que 1 se dit yī et 100 millions se dit yì. Il existe aussi un système de numération bouddhiste pour les très grands nombres ; par exemple, 不可説不可説轉 (« indicible-indicible-indicible ») représente 1037218383881977644441306597687849648128.
| Normale | Financière | Pinyin | Valeur | Notes |
| ------- | ---------- | ------ | ------ | --- |
| 零/〇   | 零         | líng   | 0      | |
| 一      | 壹         | yī     | 1      | Également « 弌 » (forme obsolète). Également « 幺 » (yāo), utilisé pour les numéros de téléphone, et autres énumérations de chiffres. |
| 二      | 贰/貳      | èr     | 2      | Également « 弍 » (forme obsolète). Également « 两/兩 » (liǎng), utilisé pour quantifier des objets, placé devant le classificateur.   |
| 三      | 叁/叄      | sān    | 3      | Également « 弎 » (forme obsolète) Également « 參 ».                                                                                   |
| 四/亖   | 肆         | sì     | 4      | 亖 est rarement utilisé |
| 五      | 伍         | wǔ     | 5      | |
| 六      | 陸         | liù    | 6      | |
| 七      | 柒         | qī     | 7      | |
| 八      | 捌         | bā     | 8      | |
| 九      | 玖         | jiǔ    | 9      | |

| Normale | Financière | Pinyin | Valeur | Notes                                                                                     |
| ------- | ---------- | ------ | ------ | ----------------------------------------------------------------------------------------- |
| 十      | 拾         | shí    | 10     |                                                                                           |
| 廿      | 念         | niàn   | 20     | Utilisé essentiellement pour les calendriers ; 二十 est préféré. Également « 卄 » (niàn). |
| 卅      | 叁拾       | sà     | 30     | Utilisé essentiellement pour les calendriers ; 三十 est préféré.                          |
| 卌      | 肆拾       | xì     | 40     | Rarement utilisé ; 四十 est préféré.                                                      |
|         | 伍拾       |        | 50     |                                                                                           |
|         | 陆拾       |        | 60     |                                                                                           |
|         | 柒拾       |        | 70     |                                                                                           |
|         | 捌拾       |        | 80     |                                                                                           |
|         | 玖拾       |        | 90     |                                                                                           |

| Normale | Financière    | Pinyin | Valeur | Notes |
| ------- | ------------- | ------ | ------ | --- |
| 百      | 佰            | bǎi    | 100    | |
| 千      | 仟            | qiān   | 1 000  | |
| 万/萬   | 萬            | wàn    | 104    | Les nombres chinois groupent les chiffres 4 par 4 et non 3 par 3                                                   |
|         |               |        |        | |
| 亿/億   | 億            | yì     | 108    | Signifie également 105 en chinois médiéval (voir Écriture de très grands nombres plus bas).                        |
| 兆      | 兆            | zhào   | 1012   | Signifie également 106 ou 1016 en chinois médiéval. Signifie aussi méga.                                           |
| 京      | 京 (ou 经/經) | jīng   | 1016   | Signifie également 107, 1024 ou 1032 en chinois médiéval.                                                          |
| 垓      | 垓            | gāi    | 1020   | Signifie également 108, 1032 ou 1064 en chinois médiéval.                                                          |
| 秭      | 秭            | zǐ     | 1024   | Signifie également 109, 1040 ou 10128 en chinois médiéval.                                                         |
| 穰      | 穰            | ráng   | 1028   | Signifie également 1010, 1048 ou 10256 en chinois médiéval.                                                        |
| 溝      | 溝            | gōu    | 1032   | Signifie également 1011, 1056 ou 10512 en chinois médiéval.                                                        |
| 澗      | 澗            | jiàn   | 1036   | Signifie également 1012, 1064 ou 101024 en chinois médiéval.                                                       |
| 正      | 正            | zhèng  | 1040   | Signifie également 1013, 1072 ou 102048 en chinois médiéval.                                                       |
| 载/載   | 载/載         | zài    | 1044   | Signifie également 1014, 1080 ou 104096 en chinois médiéval.                                                       |
| 極      | 極            | jí     | 1048   | Signifie également 1015, 1088 ou 108192 en chinois médiéval.                                                       |
|         |               |        |        | |
| 分      | 分            | fēn    | 10-1   | Signifie également déci. Dans le langage courant (pour la monnaie), qui signifie cents ~ centième de telle monnaie |
| 毛      |               | máo    | 10-1   | Dans le langage courant (pour la monnaie), qui signifie dixième de telle monnaie                                   |
| 厘      | 厘            | lí     | 10-2   | Signifie également centi Également « 釐 ».                                                                         |
| 毫      | 毫            | háo    | 10-3   | Signifie également milli Également « 毛 ».                                                                         |
| 丝/絲   | 丝/絲         | sī     | 10-4   | Chinois médiéval.                                                                                                  |
| 忽      | 忽            | hū     | 10-5   | Chinois médiéval.                                                                                                  |
| 微      | 微            | wēi    | 10-6   | Signifie également micro                                                                                           |
| 纤/纖   | 纤/纖         | xiān   | 10-7   | Chinois mandarin.                                                                                                  |
| 沙      | 沙            | shā    | 10-8   | Chinois médiéval.                                                                                                  |
| 尘/塵   | 尘/塵         | chén   | 10-9   | Chinois médiéval. Également « 纳/納 » (nà), en RPC, ou « 奈 » (nài), à Taïwan, signifiant nano                     |
| 埃      | 埃            | āi     | 10-10  | Chinois médiéval.                                                                                                  |
| 渺      | 渺            | miǎo   | 10-11  | Chinois médiéval.                                                                                                  |
| 漠      | 漠            | mò     | 10-12  | Chinois médiéval.                                                                                                  |

## Écriture décimale positionnelle
Aujourd’hui il est commun d'utiliser les caractères de 0 à 9 comme dix chiffres de l'écriture décimale positionnelle. Cet usage est aussi commun dans la numération japonaise, même si l'on lit les numéraux différemment dans les deux langues.
| Nombre | Positionnel | Chinois                                           | Japonais                   |
| ------ | ----------- | ------------------------------------------------- | -------------------------- |
| 28     | 二八        | 二十八 (èrshibā)                                  | 二十八 (nijūhatchi)        |
| 208    | 二〇八      | 二百〇八 (èrbǎilíngbā)                            | 二百八 (nihyakuhatchi)     |
| 280    | 二八〇      | 二百八十 (èrbǎibāshí) ou 二百八 (èrbǎibā)         | 二百八十 (nihyakuhatchijū) |
| 2008   | 二〇〇八    | 两千〇八 (liǎngqiānlíngbā)                        | 二千八 (nisenhatchi)       |
| 2080   | 二〇八〇    | 两千〇八十 (liǎngqiānlíngbāshí)                   | 二千八十 (nisenhatchijū)   |
| 2800   | 二八〇〇    | 两千八百 (liǎngqiānbābǎi) ou 两千八 (liǎngqiānbā) | 二千八百 (nisenhappyaku)   |

## Écriture de très grands nombres
| Nombre       | Ecriture chinoise              | Pinyin                                                   | 亿          | 千万       | 百万      | 十万    | 万     | 千   | 百  | 十  | 个 |
| ------------ | ------------------------------ | -------------------------------------------------------- | ----------- | ---------- | --------- | ------- | ------ | ---- | --- | --- | -- |
|              |                                |                                                          | yỉ          | qiānwàn    | bǎiwàn    | shíwàn  | wàn    | qiān | bǎi | shí | gè |
|              |                                |                                                          | 100 000 000 | 10 000 000 | 1 000 000 | 100 000 | 10 000 | 1000 | 100 | 10  | 1  |
| 3600         | 三千六百                       | sān qiān liù bǎi                                         |             |            |           |         |        | 3    | 6   | 0   | 0  |
| 4010         | 四千零一十                     | sì qiān líng yī shí                                      |             |            |           |         |        | 4    | 0   | 1   | 0  |
| 4011         | 四千零一十一                   | sì qiān líng yī shí yī                                   |             |            |           |         |        | 4    | 0   | 1   | 1  |
| 4111         | 四千一百一十一                 | sì qiān yī bǎi yī shí yī                                 |             |            |           |         |        | 4    | 1   | 1   | 1  |
| 5006         | 五千零六                       | wŭ qiān líng liù                                         |             |            |           |         |        | 5    | 0   | 0   | 6  |
| 1 1000       | 一万一千                       | yī wàn yī qiān                                           |             |            |           |         | 1      | 1    | 0   | 0   | 0  |
| 1 0008       | 一万零八                       | yī wàn líng bā                                           |             |            |           |         | 1      | 0    | 0   | 0   | 8  |
| 30 4000      | 三十万四千                     | sān shí wàn sì qiān                                      |             |            |           | 3       | 0      | 4    | 0   | 0   | 0  |
| 700 6000     | 七百万零六千                   | qī bǎi wàn líng liù qiān                                 |             |            | 7         | 0       | 0      | 6    | 0   | 0   | 0  |
| 3040 0018    | 三千零四十万零十八             | sān qiān líng sì shí wàn líng shí bā                     |             | 3          | 0         | 4       | 0      | 0    | 0   | 1   | 8  |
| 70 5860 4011 | 七十亿五千八百六十万四千零十一 | qī shí yì wŭ qiān bā bǎi liù shí wàn sì qiān líng shí yī | 70          | 5          | 8         | 6       | 0      | 4    | 0   | 1   | 1  |